# Scarpa da escursionismo

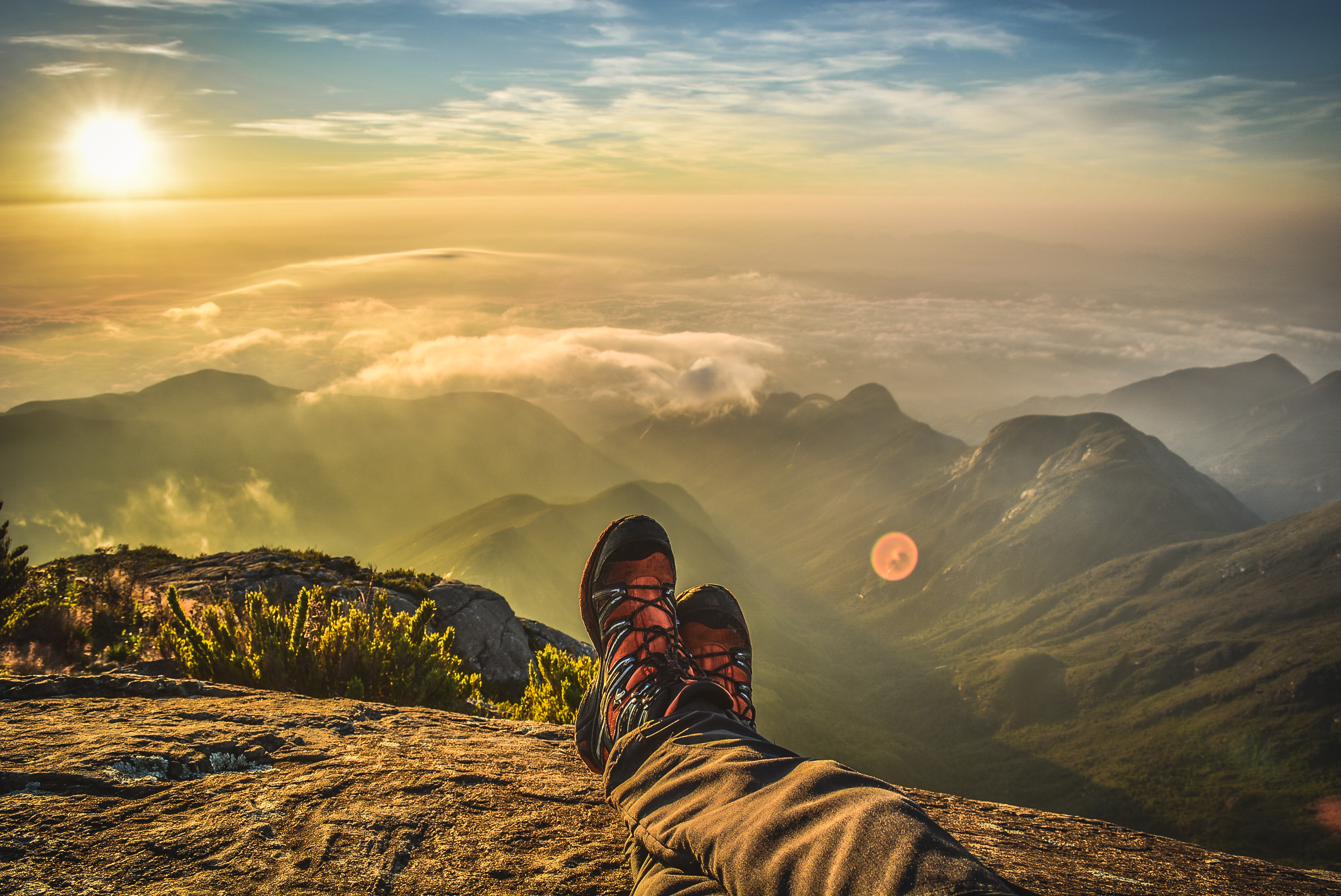
Momento di riposo al Pico da Bandeira.

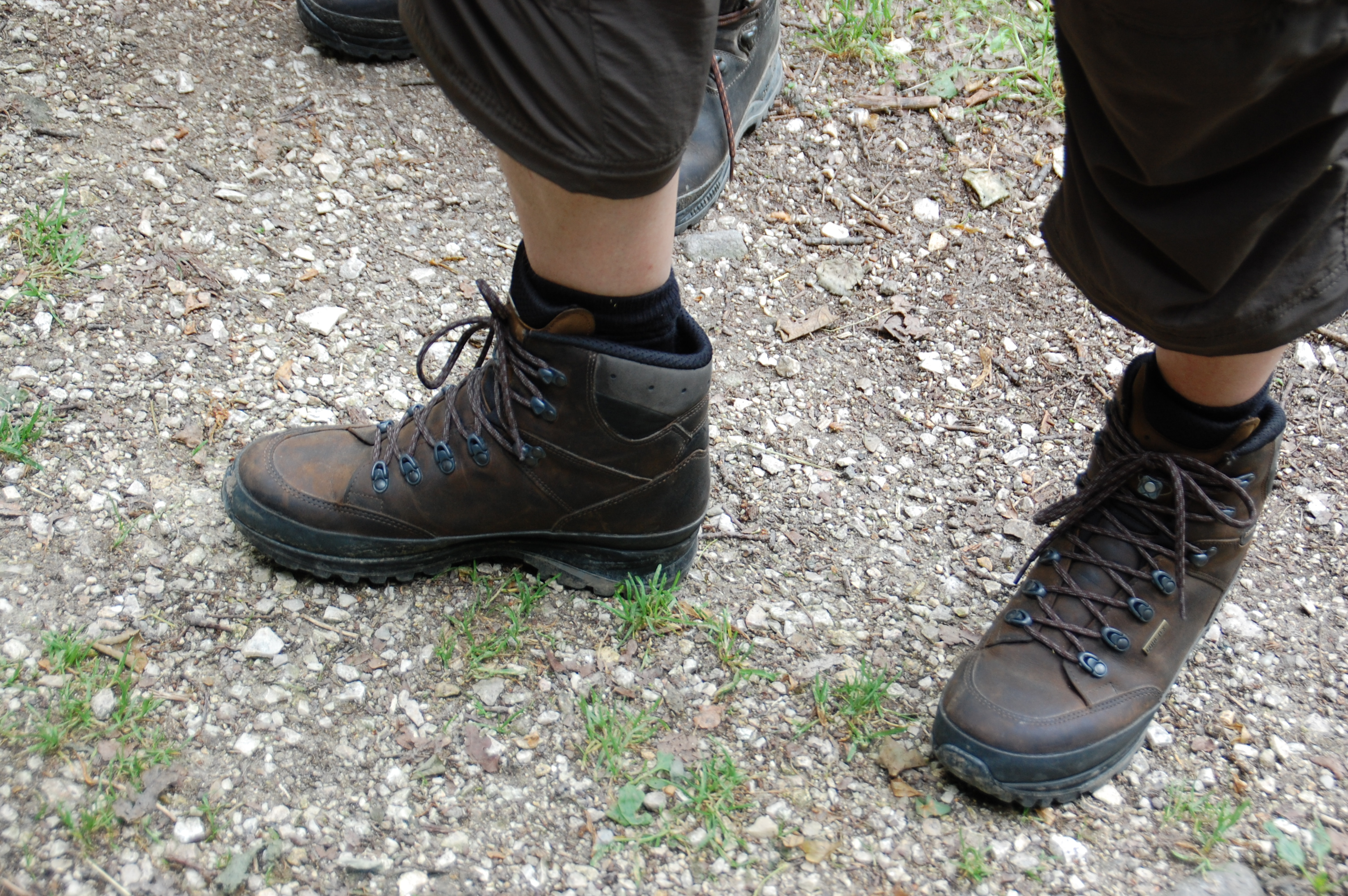
Scarpe da escursionismo

Le scarpe da escursionismo, conosciute anche come scarpe da trekking, sono delle calzature progettate per l'escursionismo. Esse sono probabilmente la componente più importante di questo sport, poiché la loro qualità può determinare la distanza percorribile da un escursionista.
Offrono chilometri di cammino su terreni accidentati, e protezione da acqua, fango e altri ostacoli. Molte scarpe di questo tipo sono utilizzabili anche in altri sport, come l'arrampicata.
Sostengono la caviglia per proteggerla dalle torsioni, ma non ne limita il movimento. Uno stivale della taglia corretta può proteggere da vesciche e altri sintomi di una lunga camminata.

## Parti
- Parte superiore: Svolge la funzione di proteggere e sostenere il piede; è idrorepellente per evitare che si accumuli umidità, la causa principale della formazione di vesciche;
- Suola: Essendo costituita da gomma dura, essa garantisce sempre l'attrito su tutte le superfici e contribuisce ad assorbire gli urti;
- Lacci: Fabbricati in nylon, essi sono importanti perché mantengono il piede nello scarpone. Esistono diversi metodi di allacciatura;
- Linguetta: Questa parte della scarpa si trova sotto i lacci e impedisce ai detriti di penetrare nella scarpa;
- Fodera e imbottitura: Un'imbottitura di schiuma è in grado di fornire maggiore protezione;
- Soletta plantare: Essa si trova all'interno dello stivale e ha la stessa forma del piede per garantire il massimo comfort e per conferire equilibrio all'escursionista;
- Guardolo: Trovato generalmente negli stivali vecchi, esso è la cucitura principale che collega la suola alla tomaia. In quelli più moderni, invece, suola e tomaia sono incollate.

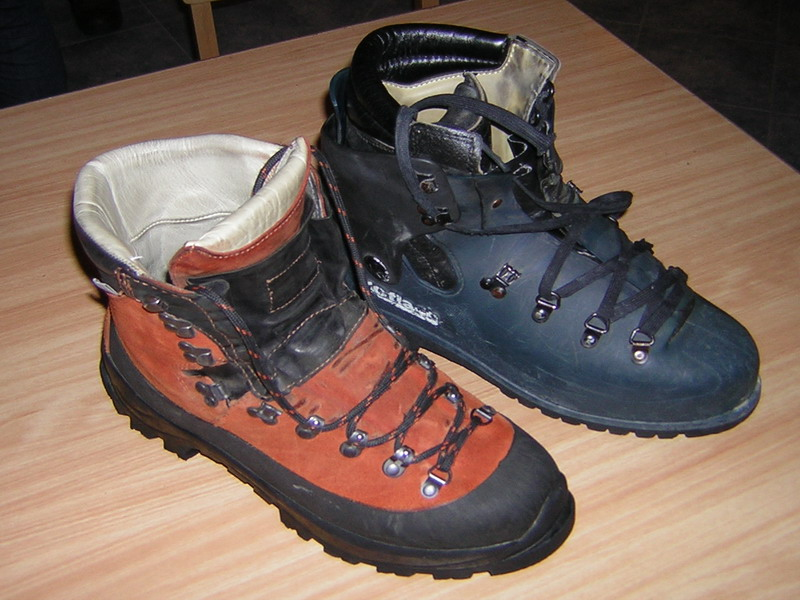
Due stivali da escursionismo differenti

## Vantaggi
Le scarpe da escursionismo sono usate per percorrere sentieri irregolari. Nella lista sottostante sono elencati i motivi per cui sono preferibili rispetto a un paio di scarpe normali.
- Essi sono fabbricati con un materiale rigido nella parte inferiore, per proteggere il piede dai ciottoli;
- Sono imbottiti in modo da evitare la formazione di vesciche, un rischio molto comune nell'escursionismo;
- Hanno dei supporti laterali per mantenere dritte le gambe;
- Presentano un sostegno alla caviglia, che non ne limita il movimento.

## Svantaggi
Gli stivali da escursionismo sono spesso rivestiti in pelle. Pur asciugandosi subito, non costituiscono una barriera completamente impermeabile all'acqua, rendendo quindi difficile l'attraversamento di un fiume. Esistono anche scarpe da trekking di gomma, ma non lasciano traspirare il piede, facilitando così l'infezione o la formazione di bolle.